# Mallory Swanson
Mallory Diane Swanson (nascida Pugh; Littleton, 29 de abril de 1998) é uma futebolista estadunidense que atua como atacante pelo Washington Spirit da National Women's Soccer League.

## Carreira
Swanson fez parte do elenco da Seleção Estadunidense de Futebol Feminino, nas Olimpíadas de 2016.

## Títulos
Estados Unidos
- SheBelieves Cup: 2016, 2018
- Campeonato Feminino da CONCACAF: 2018, 2022
- Jogos Olímpicos: 2024
- Copa do Mundo Feminino: 2019